# Jozef Horenbant
Jozef Horenbant (Gent, 7 maart 1863 - Ledeberg, 14 september 1956) was een Belgisch kunstschilder.

## Levensloop

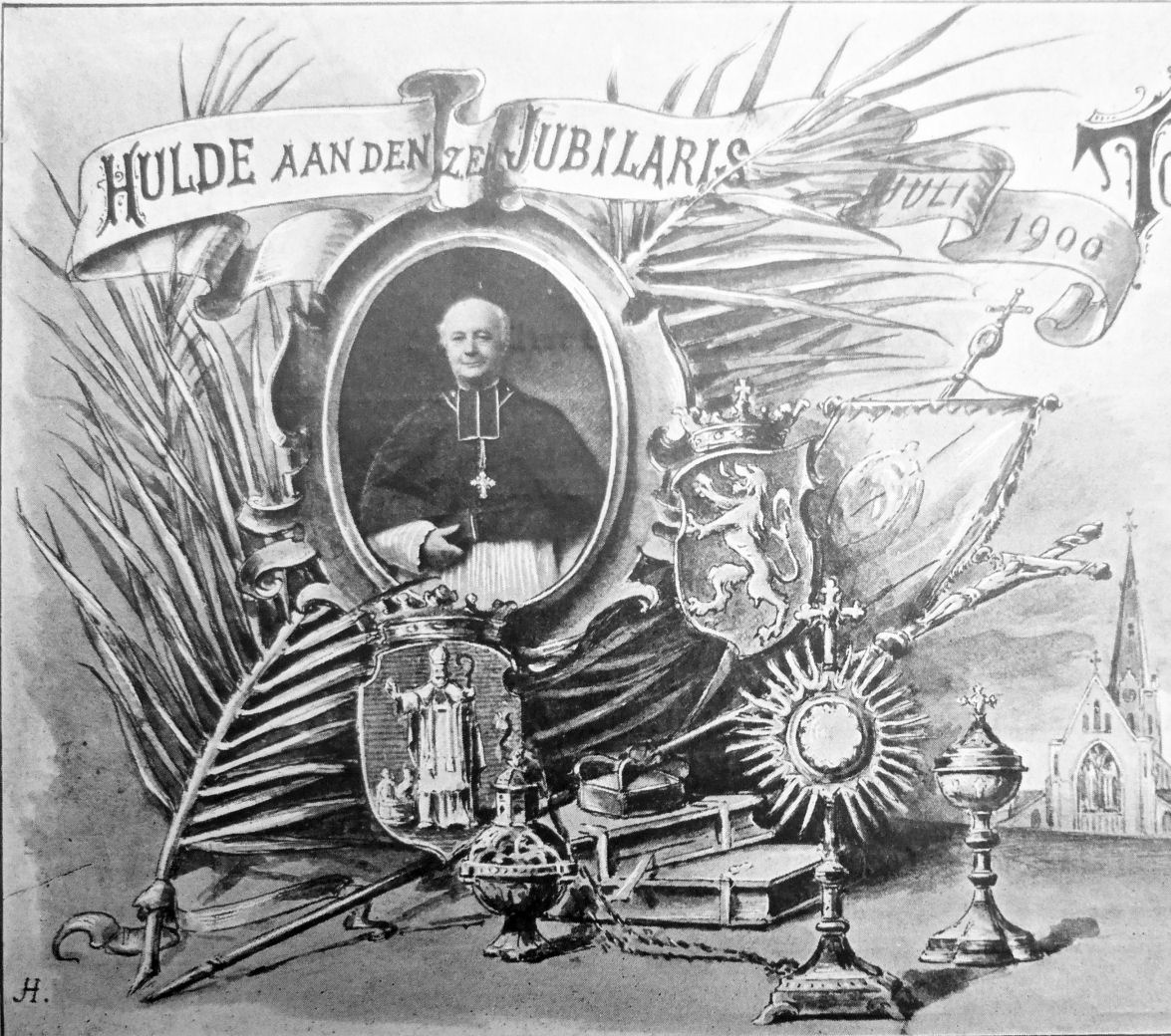
Horenbant ontwierp de feestelijke stoet voor kanunnik van Necke.

Horenbant was leerling aan de Academie van Gent (bij Théodore Canneel) en van Jules Bastien-Lepage in Parijs.
Hij werd in 1886 leraar en in 1900 directeur aan de Stedelijke Academie voor Schone Kunsten in Sint-Niklaas. Hij vervulde het directeurschap tot in 1933.
Hij was ook directeur van de Tekenschool in Ledeberg. Hij was een leeraar van Robert Van de Velde
Horenbant schilderde sfeervolle, intimistische genretaferelen, interieurs (vooral van kerken) en landschappen.
Hij was medestichter van de Koninklijke Wase Kunstkring (1921), was lid van Als ik Kan en was stichter-conservator van het Museum van Sint-Niklaas.
Hij schonk een deel van zijn oeuvre aan het Museum voor Schone Kunsten in Gent, alsook zijn collectie oude gravuren en oude sculpturen.
Van 1911 tot 1918 was hij voorzitter van de Cercle Artistique et Littéraire in Gent.
Hij woonde in de Nieuwstraat 44 in Ledeberg.

## Tentoonstellingen
- 1900, Parijs, Wereldtentoonstelling
- 1902, Salon te Gent
- 1905, Antwerpen, Galerie Buyle, 50ste Salon van Als ik Kan ("S. Giorgio Maggiore. Venetië;'s avonds")
- 1907,  Brussel, Salon ("Kantwerkster", "Onder de lamp")
- 1908, Driejaarlijks Salon

## Musea
- Aalst, Stedelijke verzameling
- Antwerpen, Koninklijk Museum voor Schone Kunsten ("Kantwerksters")
- Gent, Museum voor Schone Kunsten ("Gelukkige oude dag")
- Sint-Niklaas, Stedelijk Museum